# Índice de desarrollo inclusivo

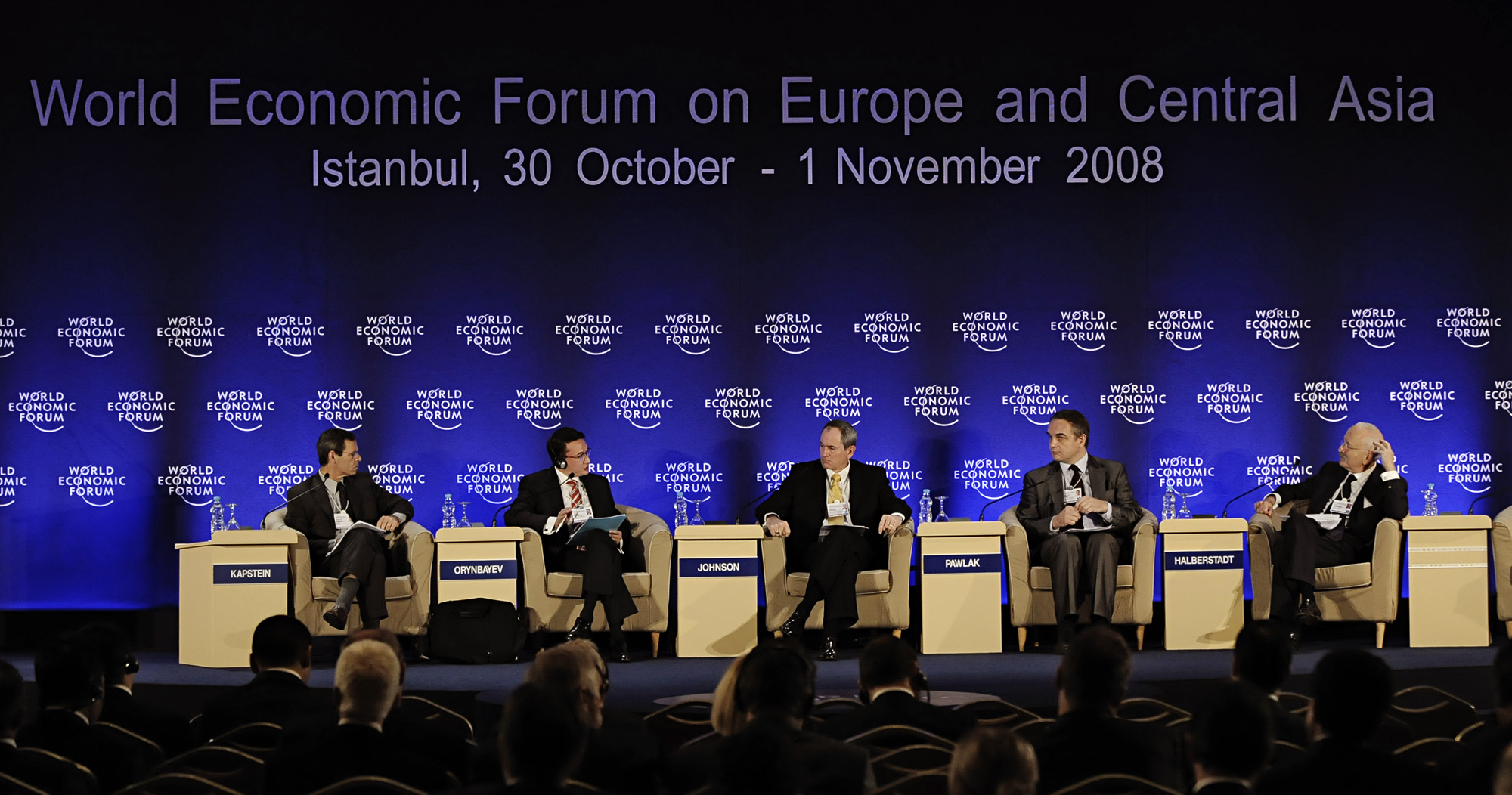
Reunión del Foro Económico Mundial, la entidad que elabora el índice de desarrollo inclusivo

El índice de desarrollo inclusivo (IDI) es un indicador económico introducido en 2017 por la iniciativa del Foro Económico Mundial (también conocido como el Foro de Davos) para conformar el futuro del progreso económico. Esta iniciativa pretende informar y facilitar un desarrollo sostenible e inclusivo mediante una cooperación público-privada reforzada a través de liderazgo en el pensamiento y el análisis, diálogo estratégico y cooperación concreta, incluyendo la acción corporativa para acelerar el impacto social de los cambios.
Para cada país el IDI calcula su rendimiento económico en 3 pilares: 
- crecimiento y desarrollo
- inclusión
- equidad intergeneracional y sostenibilidad[1]

Se da a los países una puntuación de 1 a 7. Cuanto mayor sea la inclusividad de la economía de un país, más puntuación recibe. Según el IDI de 2018, la economía más inclusiva del mundo es la noruega, con 6,08, seguida por la islandesa (6,07) y la luxemburguesa (también 6,07).
A diferencia del producto interior bruto (PIB), el IDI mide «...el nivel y índice de mejora en el progreso socioeconómico compartido». El PIB mide la riqueza y cómo aumenta, pero no su distribución. El problema es que, si no se mide algo, se carece de la capacidad para mejorarlo. El IDI busca llenar ese hueco midiendo la inclusividad (participación de todas las personas, ricas o pobres, capacitadas o discapacitadas, de la mayoría o de minorías), destacando qué países la están promoviendo, y animando a los otros a imitarlos.